# 과학산업박물관 (파리)
과학산업박물관(프랑스어: Cité des Sciences et de l'Industrie, 약칭: la CSI 또는 CSI)은 프랑스 파리의 라빌레트 공원에 위치한 유럽 최대의 과학 박물관으로, 과학과 과학 문화를 진흥하는 프랑스 과학기술산업문화센터(CCSTI)의 서른여섯 곳 중 한 곳이다.
파리 과학 산업 박물관에는 매년 약 500만 명의 사람들이 방문한다. 볼거리로는 천체투영관, 잠수함(아고노트 S636), 아이맥스 극장(라 제오드) 및 어린이와 청소년을 위한 특별 구역이 있다. CSI는 과학과 기술 문화를 육성하는 데 특화된 공공 산업 및 상업 기관으로 분류된다. 지스카르 데스탱 대통령의 주도로 설립된 이 박물관의 주된 목적은 대중, 특히 청소년에게 과학 및 기술 지식을 제고하고 과학, 연구, 산업에 대한 대중의 관심을 증진하는 것이다.
공원을 마주보고 있는 "생물기후적 외관"의 주목할 만한 특징은 높이 32m, 너비 32m, 깊이 8m의 세 개의 온실 공간인 레 세르(Les Serres)이다. 레 세르의 외관은 골조나 지지대 없이 건축된 최초의 구조적 유리 벽이다. 2008년에는 5월 30일부터 6월 1일까지 제3회 국제 평화 이니셔티브 살롱을 개최했다.
2009년에 Cité des Sciences와 Palais de la Découverte가 EPIC 지위를 가진 Universcience라는 이름의 공동 시설로 통합되었다.

## 시설
- 탐색(레벨 1, 2, 3)

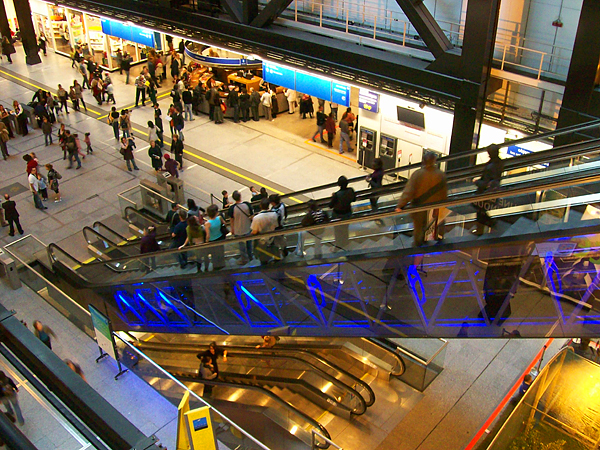
과학 산업 박물관 중앙홀의 에스컬레이터

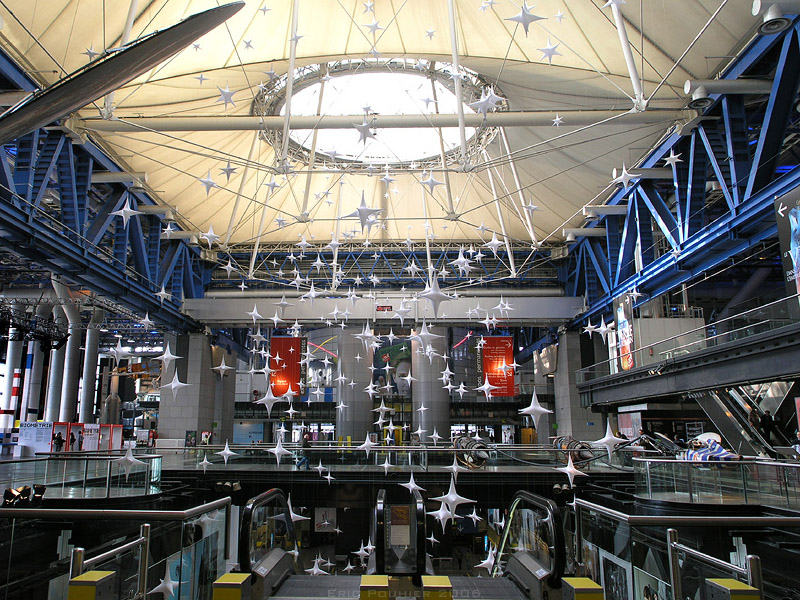
박물관 내부

- 과학 및 산업 도서관(Médiathèque, 지하 1층)
- 아이들의 도시 (0층)
- 강당 및 기타(0층)
- 루이 뤼미에르 극장(0층)
- 플라네타륨(2층 전시관 사이에 위치)
- 숫자 교차로 (지하 1층)
- 직업의 도시 (지하 1층)
- 건강도시(지하 1층)
- 만남의 장소 (지하 1층)
- 수족관 (지하 2층)
- 장베르탱 홀(0층)
- 콩도르세 홀(0층)
- 피크닉장(0층)
- 우체국 (0층)
- 과학 서적과 장난감을 판매하는 매장(0층)
- 레스토랑 (지하 2층)
- 아고노트 S636 박물관

## 역사
박물관 건물은 1973년에 건설이 중단된 도축장 판매장의 거대한 철제 트러스를 중심으로 지어졌다. 1980년 9월 15일에 의뢰된 이 개조 작업은 건축가 아드리앵 파인실버와 엔지니어링 회사인 Rice Francis Ritchie(RFR Engineers)가 설계를 맡았다. 박물관은 지오토 우주선이 할리 혜성과 접촉한 것을 기념하여 1986년 3월 13일에 개장했으며 프랑수아 미테랑 대통령이 개관식을 열었다.